# 938 Chlosinde
938 Chlosinde eller 1920 HQ är en asteroid i huvudbältet, som upptäcktes den 9 september 1920 av den tyske astronomen Karl Wilhelm Reinmuth i Heidelberg.
Asteroiden har en diameter på ungefär 33 kilometer och den tillhör asteroidgruppen Themis.